# 洛梅利尼家族肖像
《洛梅利尼家族肖像》是佛兰芒巴洛克画家安东尼·范戴克的一幅肖像画。这幅画绘制于1625年－1627年，描绘了热那亚洛梅利尼家族的群像，现藏于爱丁堡的苏格兰国家美术馆。
范戴克于1621年至1627年在热那亚旅居，为该市富有的赞助人绘制肖像。这幅画被认为是他最伟大的作品，是由热那亚总督贾科莫洛梅利尼向他订制，描绘总督的家人，不过由于禁止描绘现任总督，总督本人并未出现在作品中。画面左侧是总督的两个大儿子，中间是他的第二任妻子，右边是他们最小的两个孩子。1830 年皇家学会收购了这幅画，1859 年移到画廊。